# Deutsche Leichtathletik-Meisterschaften 2013
Die 113. Deutschen Leichtathletik-Meisterschaften wurden am 6. und 7. Juli 2013 im Ulmer Donaustadion ausgetragen.
Zahlreiche weitere Meisterschaftswettbewerbe des DLV fanden auch in diesem Jahr jeweils zu anderen Terminen und an anderen Orten statt.
Im Folgenden sind diese Disziplinen in der Reihenfolge ihrer Austragung aufgelistet:
- Crossläufe – Dornstetten, 9. März für Frauen und Männer mit Einzel- und Mannschaftswertung[3]
- 100-km-Straßenlauf für Männer und Frauen – Kienbaum, 13. April[4]
- Halbmarathon – Bergisch Gladbach, 14. April mit Einzel- / Mannschaftswertung für Männer und Frauen[5]
- 20-km-Gehen – Naumburg, 28. April mit Einzel- / Mannschaftswertung für Männer und Frauen[6]
- 10.000 m für Männer und Frauen – Bremen, 4. Mai[7]
- Bahngehen über 10.000 m (Männer) bzw. 5000 m (Frauen) – Jüterbog, 22. Juni[8]
- Langstaffeln über 3 × 1000 m (Männer) bzw. 3 × 800 m (Frauen) – wie in den Jahren vorher im Rahmen der Deutschen Jugendmeisterschaften, 2013 in Rostock, 28. Juli[9]
- Mehrkämpfe mit Einzel- / Mannschaftswertungen, (Siebenkampf (Frauen) / Zehnkampf (Männer)) – Lage, 24./25. August[10]
- 10-km-Straßenlauf – Bobingen, 21. September mit Einzel- / Mannschaftswertung für Männer und Frauen[11]
- Marathon – im Rahmen des München-Marathons, 13. Oktober mit Einzel- / Mannschaftswertung für Männer und Frauen[12]
- 50-km-Gehen für Männer – Gleina, 19. Oktober[13]
- Berglauf im Rahmen des Hochfellnberglaufs – Bergen (Chiemgau), 29. September mit Einzel- / Mannschaftswertung für Männer und Frauen[14]

Die folgenden Übersichten zeigen die Medaillengewinner und -gewinnerinnen. Eine ausführlichere Übersicht mit den jeweils ersten acht in den einzelnen Disziplinen findet sich unter dem Link Deutsche Leichtathletik-Meisterschaften 2013/Resultate.

## Medaillengewinner Männer
| Disziplin                                   | Gold                                                                          | Leistung      | Silber                                                                                | Leistung      | Bronze                                                                  | Leistung      |
| ------------------------------------------- | ----------------------------------------------------------------------------- | ------------- | ------------------------------------------------------------------------------------- | ------------- | ----------------------------------------------------------------------- | ------------- |
| 100 m (Wind: +0,6)                          | Julian Reus (TV Wattenscheid 01)                                              | 10,14 s00     | Martin Keller (LAZ Leipzig)                                                           | 10,19 s00     | Sven Knipphals (VfL Wolfsburg)                                          | 10,27 s00     |
| 200 m (Wind: −0,4)                          | Julian Reus (TV Wattenscheid 01)                                              | 20,36 s00     | Sven Knipphals (VfL Wolfsburg)                                                        | 20,73 s00     | Maximilian Kessler (SCC Berlin)                                         | 20,79 s00     |
| 400 m                                       | David Gollnow (LG Stadtwerke München)                                         | 46,07 s00     | Jonas Plass (LG Stadtwerke München)                                                   | 46,54 s00     | Miguel Rigau (LT DSHS Köln)                                             | 46,55 s00     |
| 800 m                                       | Robin Schembera (TSV Bayer 04 Leverkusen)                                     | 1:47,05 min   | Homiyu Tesfaye (LG Eintracht Frankfurt)                                               | 1:47,29 min   | Patrick Schoenball (ABC Ludwigshafen)                                   | 1:48,80 min   |
| 1500 m                                      | Carsten Schlangen (LG Nord Berlin)                                            | 3:43,38 min   | Sebastian Keiner (Erfurter LAC)                                                       | 3:43,54 min   | Florian Orth (LG Telis Finanz Regensburg)                               | 3:44,37 min   |
| 5000 m                                      | Arne Gabius (LAV Tübingen)                                                    | 14:01,76 min  | Philipp Pflieger (LG Telis Finanz Regensburg)                                         | 14:05,49 min  | Simon Stützel (ART Düsseldorf)                                          | 14:05,51 min  |
| 10.000 m                                    | Homiyu Tesfaye (LG Eintracht Frankfurt)                                       | 29:08,44 min  | Philipp Pflieger (LG Telis Finanz Regensburg)                                         | 29:09,65 min  | Hendrik Pfeiffer (TV Wattenscheid 01)                                   | 29:34,39 min  |
| 10-km-Straßenlauf                           | Rico Schwarz (ASV Erfurt)                                                     | 29:40 min00   | Simon Stützel (ART Düsseldorf)                                                        | 29:43 min     | Julian Flügel (LG Telis Finanz Regensburg)                              | 29:48 min00   |
| 10-km-Straßenlauf, Mannschaftswertung       | LG Telis Finanz RegensburgJulian Flügel Jonas Koller Felix Plinke             | 1:31:38 h0000 | LAV Stadtwerke TübingenMichael Schramm Lorenz Baum Christoph Dreser                   | 1:33:48 h0000 | LG Olympia DortmundFynn Schwiegelshohn Fabian Dillenhöfer Michael Wilms | 1:34:49 h0000 |
| Halbmarathon                                | Jan Fitschen (TV Wattenscheid 01)                                             | 1:03:22 h0000 | Philipp Pflieger (LG Telis Finanz Regensburg)                                         | 1:04:11 h0000 | Tobias Schreindl (LG Passau)                                            | 1:06:26 h0000 |
| Halbmarathon, Mannschaftswertung            | LG Telis Finanz RegensburgPhilipp Pflieger Jonas Koller Fabian Alraun         | 3:21:33 h0000 | SG WendenTim-Arne Sidenstein Alexander Henne Christian Biele                          | 3:23:31 h0000 | LG Stadtwerke MünchenMaximilian Meingast Johann Hillebrand Jan Müller   | 3:25:10 h0000 |
| Marathon                                    | Frank Schauer (SC Magdeburg)                                                  | 2:18:56 h0000 | Marcel Bräutigam (GutsMuths Rennsteig)                                                | 2:20:51 h0000 | Christian König (SV Glückauf Sondershausen)                             | 2:20:52 h0000 |
| Marathon, Mannschaftswertung                | LG Stadtwerke MünchenMaximilian Meingast Jan Müller Patrick Hilpert           | 7:28:03 h0000 | LG PassauTobias Schreindl Marco Bscheidl Wolfgang Brandl                              | 7:31:06 h0000 | LAC Quelle FürthSebastian Jost Eike Loch Dominik Mages                  | 7:31:30 h0000 |
| 100-km-Straßenlauf                          | André Collet (Aachener TG)                                                    | 6:56:22 h0000 | Hans-Jörg Heiner (SG Wenden)                                                          | 6:59:42 h0000 | Michael Sommer (Eichenkreuz Schwaikheim)                                | 7:08:17 h0000 |
| 110 m Hürden (Wind: −1,2)                   | Matthias Bühler (LG Offenburg)                                                | 13,49 s00     | Alexander John (LAZ Leipzig)                                                          | 13,49 s00     | Erik Balnuweit (LAZ Leipzig)                                            | 13,58 s00     |
| 400 m Hürden                                | Silvio Schirrmeister (LAC Erdgas Chemnitz)                                    | 49,24 s00     | Tobias Giehl (LG Würm Athletik)                                                       | 50,49 s00     | Quentin Seigel (LG Offenburg)                                           | 50,80 s00     |
| 3000 m Hindernis                            | Steffen Uliczka (SG TSV Kronshagen/Kieler TB)                                 | 8:40,62 min   | Fabian Clarkson (SC Brandenburg Berlin)                                               | 8:48,22 min   | Benedikt Karus (LG farbtex Nordschwarzwald)                             | 8:52,48 min   |
| 4 × 100 m Staffel                           | LAZ LeipzigKevin Straßburger Martin Keller Roy Schmidt Erik Balnuweit         | 39,08 s00     | TSV Bayer 04 LeverkusenNiklas Rothes Robin Erewa Sebastian Ernst Aleixo-Platini Menga | 39,41 s00     | StG Magdeburg/HalleFelix Gehne Eric Krüger Matthias Lindner Max Zöffzig | 39,65 s00     |
| 4 × 400 m Staffel                           | StG Magdeburg/HalleVarg Königsmark Oliver Vogel Eric Krüger Thomas Schneider  | 3:07,23 min   | LG Stadtwerke MünchenJonas Plass Kamghe Gaba Benedikt Wiesend David Gollnow           | 3:09,46 min   | LT DSHS KölnJan Mössing Stefan Schmeier Tobias Lange Miguel Rigau       | 3:12,00 min   |
| 3 × 1000-m-Staffel                          | StG Laufteam ErfurtSven Praetorius Kevin Stadler Sebastian Keiner             | 7:07,03 min   | LG Nord BerlinMicha Heidenreich Sebastian Dennis Carsten Schlangen                    | 7:07,09 min   | VfB LC FriedrichshafenMaximilian Dersch Martin Sperlich Richard Ringer  | 7:09,30 min   |
| 10.000-m-Bahngehen                          | Christopher Linke (SC Potsdam)                                                | 39:13,38 min  | Nils Christopher Gloger (SC Potsdam)                                                  | 39:54,34 min  | Steffen Borsch (SV Halle)                                               | 45:39,10 min  |
| 20-km-Gehen                                 | Hagen Pohle (SC Potsdam)                                                      | 1:22:37 h0000 | Christopher Linke (SC Potsdam)                                                        | 1:23:37 h0000 | Carl Dohmann (SCL-Heel Baden-Baden)                                     | 1:23:55 h0000 |
| 20-km-Gehen, Mannschaftswertung             | SC PotsdamHagen Pohle Christopher Linke Nils Christopher Gloger               | 4:10:15 h0000 | SV BreitenbrunnSteffen Meyer Nischan Daimer Joachim Maier                             | 5:12:34 h0000 | TV BühlertalKlaus Dietsche Bengt Bengtsson Jürgen Brügel                | 5:45:57 h0000 |
| 50-km-Gehen                                 | Carl Dohmann (SCL-Heel Baden-Baden)                                           | 3:57:58 h0000 | Nils Christopher Gloger (SC Potsdam)                                                  | 4:30:52 h0000 | Andreas Janker (LG Röthenbach/Pegnitz)                                  | 4:43:27 h0000 |
| Hochsprung                                  | Matthias Haverney (Dresdner SC)                                               | 2,22 m        | Martin Günther (LG Eintracht Frankfurt)                                               | 2,19 m        | Mateusz Pryzbylko (TSV Bayer 04 Leverkusen)                             | 2,19 m        |
| Stabhochsprung                              | Björn Otto (ASV Köln)                                                         | 5,80 m        | Raphael Holzdeppe (LAZ Zweibrücken)                                                   | 5,75 m        | Tobias Scherbarth (TSV Bayer 04 Leverkusen)                             | 5,70 m        |
| Weitsprung                                  | Alyn Camara (TSV Bayer 04 Leverkusen)                                         | 8,15 m        | Sebastian Bayer (Hamburger SV)                                                        | 8,04 m        | Christian Reif (LC Rehlingen)                                           | 7,90 m        |
| Dreisprung                                  | Andreas Pohle (ASV Erfurt)                                                    | 16,35 m       | Martin Seiler (ABC Ludwigshafen)                                                      | 15,86 m       | Martin Jasper (LC Rehlingen)                                            | 15,60 m       |
| Kugelstoßen                                 | David Storl (LAC Erdgas Chemnitz)                                             | 21,04 m       | Tobias Dahm (VfL Sindelfingen)                                                        | 19,96 m       | Ralf Bartels (SC Neubrandenburg)                                        | 19,84 m       |
| Diskuswurf                                  | Robert Harting (SCC Berlin)                                                   | 67,95 m       | Martin Wierig (SC Magdeburg)                                                          | 66,10 m       | Christoph Harting (SCC Berlin)                                          | 62,61 m       |
| Hammerwurf                                  | Markus Esser (TSV Bayer 04 Leverkusen)                                        | 76,41 m       | Johannes Bichler (LG Stadtwerke München)                                              | 70,18 m       | Benjamin Boruschewski (TSV Bayer 04 Leverkusen)                         | 69,40 m       |
| Speerwurf                                   | Thomas Röhler (LC Jena)                                                       | 83,56 m       | Bernhard Seifert (LC Jena)                                                            | 81,59 m       | Lars Hamann (Dresdner SC)                                               | 81,24 m       |
| Zehnkampf                                   | Arthur Abele (SSV Ulm 1846)                                                   | 8251 P        | Steffen Fricke (VfB Germania Halberstadt)                                             | 7610 P        | René Stauß (LAV Stadtwerke Tübingen)                                    | 7565 P        |
| Zehnkampf, Mannschaftswertung               | SSV Ulm 1846Arthur Abele Mathias Brugger Julius Sommer                        | 23.151 P      | LAV Stadtwerke TübingenRené Stauß Thorsten Bertsch Nils Merten                        | 21.322 P      | LC PaderbornMarvin Gregor Andre Karasch Christian Herrmann              | 20.294 P      |
| Crosslauf Mittelstrecke – 4,6 km            | Florian Orth (LG Telis Finanz Regensburg)                                     | 13:29 min00   | Philipp Pflieger (LG Telis Finanz Regensburg)                                         | 13:33 min00   | Rico Schwarz (ASV Erfurt)                                               | 13:48 min00   |
| Crosslauf Mittelstrecke, Mannschaftswertung | LG Telis Finanz RegensburgFlorian Orth Philipp Pflieger Felix Plinke          | Pl.-Ziff. 9   | LG farbtex NordschwarzwaldTimo Benitz Benedikt Karus Marco Kern                       | Pl.-Ziff. 21  | ASV ErfurtRico Schwarz Marcus Schöfisch Sven Praetorius                 | Pl.-Ziff. 41  |
| Crosslauf Langstrecke – 10 km               | Richard Ringer (VfB LC Friedrichshafen)                                       | 31:1300       | Manuel Stöckert (TSV Ostheim v. d. Rhön)                                              | 31:53 min00   | Steffen Uliczka (SG TSV Kronshagen/Kieler TB)                           | 32:15 min00   |
| Crosslauf Langstrecke, Mannschaftswertung   | LG Stadtwerke MünchenSebastian Hallmann Maximilian Meingast Johann Hillebrand | Pl.-Ziff. 23  | LAV Stadtwerke TübingenMichael Schramm Timo Göhler Lorenz Baum                        | Pl.-Ziff. 31  | VfB LC FriedrichshafenRichard Ringer Jens Ziganke Martin Sperlich       | Pl.-Ziff. 34  |
| Berglauf – Hochfellnberglauf, 8,9 km        | Anton Palzer (SK Ramsau)                                                      | 45:09 min00   | Korbinian Schönberger (SK Ramsau)                                                     | 45:16 min00   | Benedikt Hoffmann (TSG 1845 Heilbronn)                                  | 46:03 min00   |
| Berglauf, Mannschaftswertung                | TuS HeltersbergJonas Lehmann Matthias Hecktor Tom Heuer                       | 2:26:33 h0000 | LLC Marathon RegensburgKorbinian Schönberger Marco Ibenz Marco Sturm                  | 2:27:29 h0000 | LG WettenbergThomas Kühlmann Andrew Liston Georg Dewald                 | 2:33:28 h0000 |

## Medaillengewinner Frauen
| Disziplin                             | Gold                                                                              | Leistung      | Silber                                                                               | Leistung      | Bronze                                                                               | Leistung      |
| ------------------------------------- | --------------------------------------------------------------------------------- | ------------- | ------------------------------------------------------------------------------------ | ------------- | ------------------------------------------------------------------------------------ | ------------- |
| 100 m (Wind: −0,5)                    | Verena Sailer (MTG Mannheim)                                                      | 11,09 s00     | Inna Weit (LC Paderborn)                                                             | 11,44 s00     | Yasmin Kwadwo (MTG Mannheim)                                                         | 11,49 s00     |
| 200 m (Wind: −1,0)                    | Inna Weit (LC Paderborn)                                                          | 23,16 s00     | Maike Dix (TV Wattenscheid 01)                                                       | 23,33 s00     | Nadine Gonska (MTG Mannheim)                                                         | 23,78 s00     |
| 400 m                                 | Esther Cremer (TV Wattenscheid 01)                                                | 51,93 s00     | Ruth Sophia Spelmeyer (VfL Oldenburg)                                                | 52,63 s00     | Lena Schmidt (LG Stadtwerke Hilden)                                                  | 52,87 s00     |
| 800 m                                 | Fabienne Kohlmann (LG Karlstadt-Gambach-Lohr)                                     | 2:04,00 min   | Kerstin Marxen (StG Gomaringen-Schwäbisch Hall)                                      | 2:04,40 min   | Denise Krebs (TV Wattenscheid 01)                                                    | 2:04,63 min   |
| 1500 m                                | Corinna Harrer (LG Telis Finanz Regensburg)                                       | 4:12,12 min   | Annett Horna (LC Rehlingen)                                                          | 4:13,24 min   | Diana Sujew (LT Haspa Marathon Hamburg)                                              | 4:13,36 min   |
| 5000 m                                | Sabrina Mockenhaupt (LG Sieg)                                                     | 15:32,73 min  | Maren Kock (LG Telis Finanz Regensburg)                                              | 16:14,15 min  | Carolin Aehling (LG Telis Finanz Regensburg)                                         | 16:30,05 min  |
| 10.000 m                              | Eleni Gebrehiwot (TV Wattenscheid 01)                                             | 32:26,92 min  | Corinna Harrer (LG Telis Finanz Regensburg)                                          | 32:44,73 min  | Maren Kock (LG Telis Finanz Regensburg)                                              | 34:34,30 min  |
| 10-km-Straßenlauf                     | Sabrina Mockenhaupt (LG Sieg)                                                     | 32:34 min00   | Corinna Harrer (LG Telis Finanz Regensburg)                                          | 34:32 min00   | Mona Stockhecke (LT Haspa Marathon Hamburg)                                          | 34:42 min00   |
| 10-km-Straßenlauf, Mannschaftswertung | LG Telis Finanz Regensburg ICorinna Harrer Carolin Aehling Julia Galuschka        | 1:45:45 h0000 | LG Telis Finanz Regensburg IIThea Heim Anna-Katharina Plinke Juliane Straub          | 1:51:55 h0000 | TSG 1845 HeilbronnIsabel Leibfried Corinna Nuber Kristina Schadt                     | 1:53:55 h0000 |
| Halbmarathon                          | Eleni Gebrehiwot (TV Wattenscheid 01)                                             | 1:13:15 h0000 | Carolin Aehling (LG Telis Finanz Regensburg)                                         | 1:15:42 h0000 | Maike Schön (LAZ Puma Rhein-Sieg)                                                    | 1:16:21 h0000 |
| Halbmarathon, Mannschaftswertung      | LG Telis Finanz RegensburgCarolin Aehling Steffi Volke Susanne Schulze            | 3:52:23 h0000 | LAZ Puma RheinMaike Schön Christl Viebahn Marlen Günther                             | 4:02:06 h0000 | Spiridon FrankfurtAnke Holljesiefken Tinka Uphoff Birgitt Bohn                       | 4:08:49 h0000 |
| Marathon                              | Silke Optekamp (PSV Grün-Weiß Kassel)                                             | 2:41:53 h0000 | Julia Galuschka (LG Telis Finanz Regensburg)                                         | 2:44:43 h0000 | Sandra Klein (SG Wenden)                                                             | 2:46:50 h0000 |
| Marathon, Mannschaftswertung          | SC DHfK LeipzigSandra Boitz Katharina Ander Kerstin Schier                        | 9:09:25 h0000 | SV OberkollbachNora Kusterer Carmen Keppler Regina Vielmeier                         | 9:10:32 h0000 | LG Telis Finanz RegensburgJulia Galuschka Ulrike Mayer-Tancic Eva-Maria Ferstl       | 9:16:07 h0000 |
| 100-km-Straßenlauf                    | Pamela Veith (TSV 1894 Kusterdingen)                                              | 8:10:53 h0000 | Branka Hajek (LAZ Salamander Kornwestheim-Ludwigsburg)                               | 8:25:41 h0000 | Barbara Mallmann (Laufarena Allgäu)                                                  | 8:36:10 h0000 |
| 100 m Hürden (Wind: −0,9)             | Nadine Hildebrand (VfL Sindelfingen)                                              | 12,90 s00     | Cindy Roleder (LAZ Leipzig)                                                          | 13,08 s00     | Franziska Hofmann (LAC Erdgas Chemnitz)                                              | 13,40 s00     |
| 400 m Hürden                          | Claudia Wehrsen (LT DSHS Köln)                                                    | 57,78 s00     | Kim Carina Schmidt (LT DSHS Köln)                                                    | 58,82 s00     | Christina Kupprion (MTG Mannheim)                                                    | 58,95 s00     |
| 3000 m Hindernis                      | Antje Möldner-Schmidt (LC Cottbus)                                                | 9:46,86 min   | Maya Rehberg (SC Rönnau 74)                                                          | 10:06,19 min  | Julia Hiller (LAC Quelle Fürth)                                                      | 10:13,92 min  |
| 4 × 100 m Staffel                     | MTG MannheimDeborah Hufschmidt Yasmin Kwadwo Nadine Gonska Verena Sailer          | 44,10 s00     | TSV Bayer 04 LeverkusenAnna Maiwald Cathleen Tschirch Mareike Peters Kira Biesenbach | 44,30 s00     | SCC BerlinSvea Köhrbrück Nadja Bahl Carmen Maske Laura Thomsen                       | 45,11 s       |
| 4 × 400 m Staffel                     | TV Wattenscheid 01Maral Feizbakhsh Christina Zwirner Malena Richter Esther Cremer | 3:35,71 min   | TSV Bayer 04 LeverkusenWiebke Ullmann Julia Förster Julia Schaefers Sorina Nwachukwu | 3:36,00 min   | LG Stadtwerke MünchenMartha Sauter Karoline Pilawa nga Maria Müller Christina Hering | 3:43,30 min   |
| 3 × 800-m-Staffel                     | StG Gomaringen-Schwäbisch HallAnja Bork Astrid Beerlage Kerstin Marxen            | 6:21:50 min   | LG Telis Finanz RegensburgAnna-Katharina Plinke Maren Kock Thea Heim                 | 6:26,87 min   | LAC Quelle FürthMaria Dietz Anne Kesselring Julia Hiller                             | 6:26,89 min   |
| 5000-m-Bahngehen                      | Bianca Schenker (LG Vogtland)                                                     | 24:08,98 min  | Janine Bandt (VfL Brandenburg)                                                       | 24:29,12 min  | Maxi Woelke (SC Potsdam)                                                             | 25:12,49 min  |
| 20-km-Gehen                           | Bianca Schenker (LG Vogtland)                                                     | 1:44:36 h0000 | Annette Heckmann (SV Otterberg)                                                      | 1:46:40 h0000 | Brit Schröter (LG Vogtland)                                                          | 1:49:13 h0000 |
| 20-km-Gehen, Mannschaftswertung       | SpVgg NiederaichbachSabine Schmidt Maria Unterholzner Franziska Spanner           | 6:08:34 h0000 | TV BiberachLisa Wälde Sylvia Wälde Marita Echle                                      | 6:30:46 h0000 | TV Groß-GerauBrigitte Patrzalek Monika Müller Ursula Klink                           | 7:04:35 h0000 |
| Hochsprung                            | Marie-Laurence Jungfleisch (LAV Stadtwerke Tübingen)                              | 1,92 m        | Melanie Melfort (TSG 1862 Weinheim)                                                  | 1,89 m        | Julia Straub (TSV Bayer 04 Leverkusen)                                               | 1,82 m        |
| Stabhochsprung                        | Martina Strutz (SC Neubrandenburg)                                                | 4,65 m        | Silke Spiegelburg (TSV Bayer 04 Leverkusen)                                          | 4,50 m        | Anjuli Knäsche (SG TSV Kronshagen/Kieler TB)                                         | 4,45 m        |
| Weitsprung                            | Sosthene Moguenara (TV Wattenscheid 01)                                           | 6,69 m        | Melanie Bauschke (LG Nike Berlin)                                                    | 6,64 m        | Lisa Steinkamp (VfL Sindelfingen)                                                    | 6,52 m        |
| Dreisprung                            | Jenny Elbe (Dresdner SC)                                                          | 13,58 m       | Kristin Gierisch (LAC Erdgas Chemnitz)                                               | 13,00 m       | Maike Nieklauson (Dresdner SC)                                                       | 12,90 m       |
| Kugelstoßen                           | Christina Schwanitz (LV 90 Erzgebirge)                                            | 19,76 m       | Josephine Terlecki (SC Magdeburg)                                                    | 18,25 m       | Lena Urbaniak (LG Filstal)                                                           | 17,58 m       |
| Diskuswurf                            | Nadine Müller (Hallesche Leichtathletik-Freunde)                                  | 64,71 m       | Anna Rüh (SC Neubrandenburg)                                                         | 63,79 m       | Shanice Craft (MTG Mannheim)                                                         | 60,77 m       |
| Hammerwurf                            | Betty Heidler (LG Eintracht Frankfurt)                                            | 73,93 m       | Kathrin Klaas (LG Eintracht Frankfurt)                                               | 69,98 m       | Carolin Paesler (LG Eintracht Frankfurt)                                             | 66,86 m       |
| Speerwurf                             | Linda Stahl (TSV Bayer 04 Leverkusen)                                             | 63,70 m       | Christina Obergföll (LG Offenburg)                                                   | 61,73 m       | Katharina Molitor (TSV Bayer 04 Leverkusen)                                          | 60,68 m       |
| Siebenkampf                           | Carolin Schäfer (LG Eintracht Frankfurt)                                          | 5804 P        | Anna Maiwald (TSV Bayer 04 Leverkusen)                                               | 5718 P        | Michelle Weitzel (SWC Regensburg)                                                    | 5459 P        |
| Siebenkampf, Mannschaftswertung       | TSV Bayer 04 LeverkusenAnna Maiwald Alina Biesenbach Silvia Mrotzek               | 16.196 P      | LG Eintracht FrankfurtCarolin Schäfer Katharina Weislogel Louisa Kunz                | 15.282 P      | ASV IserlohnKatrin Gewinner Jessica Weiche Carina Bodenstein                         | 12.532 P      |
| Crosslauf – 6,4 km                    | Eleni Gebrehiwot (TV Wattenscheid 01)                                             | 21:2100       | Sabrina Mockenhaupt (LG Sieg)                                                        | 21:57 min00   | Corinna Harrer (LG Telis Finanz Regensburg)                                          | 22:34 min00   |
| Crosslauf, Mannschaftswertung         | LG Telis Finanz Regensburg ICorinna Harrer Christiane Danner Carolin Aehling      | Pl.-Ziff. 19  | LG Telis Finanz Regensburg IISteffi Volke Andelka Tancic Thea Heim                   | Pl.-Ziff. 59  | LAC Quelle FürthJannika John Julia Hiller Michelle Lieb                              | Pl.-Ziff. 63  |
| Berglauf – Hochfellnberglauf, 8,9 km  | Birgit Unterberger (OSC Berlin)                                                   | 55:48 min00   | Michaela Schedler (LAZ Saarbrücken)                                                  | 57:34 min00   | Nicole Kruhme (GutsMuths-Rennsteiglaufverein)                                        | 58:48 min00   |
| Berglauf, Mannschaftswertung          | Post-Telekom-SV RosenheimMichelle Maier Sabine Schneider Katrin Cruschwirt        | 3:08:53 h0000 | LG WelfenMonika Carl Uschi Bergler Brigitte Hoffmann                                 | 3:16:28 h0000 | TG SalzachtalWaltraud Berger Anneliese Neumaier Manuela Schmid                       | 3:24:25 h0000 |

## Videolinks
- 100-m-Finale Männer aus der TV-Übertragung vom 6. Juli 2013 auf YouTube, abgerufen am 18. April 2021
- 400-m-Hürdenfinale Männer aus der TV-Übertragung vom 7. Juli 2013 auf YouTube, abgerufen am 18. April 2021
- 3000-m-Hindernisfinale Männer aus der TV-Übertragung vom 6. Juli 2013 auf YouTube, abgerufen am 18. April 2021
- 100-m-Hürdenfinale Frauen aus der TV-Übertragung vom 6. Juli 2013 auf YouTube, abgerufen am 18. April 2021